# Kirill Skachkov
Kirill Skachkov (né le 6 août 1987 à Novokouznetsk) est un pongiste russe.
Il est vice-champion d'Europe en double en 2011, et finaliste du Top 12 européen de tennis de table en 2012. Il a participé aux Jeux olympiques de 2012 dans l'équipe de Russie.
Il a remporté l'Open d'Allemagne ITTF en 2007, l'Open de Pologne ITTF et l'Open du Qatar ITTF en 2008 dans la catégorie des moins de 21 ans.
Il évolue en 2017-2018 dans le championnat français dans le club Jura Morez tennis de table, après avoir participé au championnat d'Allemagne dans le club du TTF Liebherr Ochsenhausen. Son meilleur classement mondial est n°21 en janvier 2012.
Il fait partie de l'équipe de Russie médaillée d'argent aux Championnats d'Europe de tennis de table 2021 à Cluj.